# Ban (banda)
Os Ban são uma banda de pop/dance/ rock portuguesa formada em 1981.

## História
Os Ban são uma banda originária do Porto que se formou em 1981. Inicialmente pretendiam ser uma banda de New Wave e Ska e o seu nome era Bananas. Em 1983 a formação da banda era composta por João Loureiro (voz e teclados), João Ferraz (guitarra), Paulo Faro (bateria) e Francisco Monteiro (baixo). Fez ainda parte das formações iniciais Jorge Romão (GNR, grupo com que partilhavam a sala de ensaios), e nessa altura venceram o concurso Rock em Sock 7 Up, entre mais de 600 grupos. Editam então o primeiro ‘single’, Identidade.
Entretanto encurtam o nome para Ban e apostam num som mais depressivo, influenciados pela Onda de Manchester. Gravam neste período o mini lp, Alma Dorida, com muito sucesso nos circuitos alternativos e nas então rádios piratas. Fazem então concertos importantes no Rock Rendez Vous (Lisboa) e nos Ciclos de Novo Rock (Porto), de que João Loureiro era mentor.
Em 1986 enveredam por uma carreira mais pop que se inicia com o maxi Santa, muito bem aceite pela crítica especializada, com a participação de vários músicos convidados como Nuno Rebelo (Mler Ife Dada), Ricardo Camacho (Sétima Legião) Tomás Pimentel, Paula Sousa ou Zézé Garcia ((GNR, Urb).
Os nove temas até essa altura editados seriam posteriormente incluídos na colectânea Documento 83-86.
Ana Deus entra para a banda e a aposta no pop, com influências soul e dance music, torna-se mais evidente e gravam sucessivamente, "Surrealizar" (1988), "Música Concreta" (1989) e "Mundo de Aventuras" (1991), trilogia com enorme sucesso e que os torna definitivamente mainstream, com hits como Irreal Social, Num Filme Sempre Pop, Dias Atlânticos, Suave, Excesso Aqui, Mundo de Aventuras ou Rosa Flor. A produção é de Paulo Neves.
Nessa trilogia os Ban atingem um som internacional e para muitos sublime, misturando influências, que vão desde a dance e soul music ao pop de charme ou até algum jazz experimental (através de Sei Miguel e Fala Mariam, convidados em Música Concreta), e recorrendo a uma grande sofisticação visual e sonora, com utilização pioneira em Portugal de caixas de ritmos e sampling, e fazendo remixes que se tornam sucessos nas pistas de dança como Irreal Social e Mundo de Aventuras (neste caso com a participação de Tó Pereira/DJ Vibe, na sua primeira incursão discográfica).
Fazem então três grandes tournées nacionais, com concertos icónicos como o da Estufa Fria ou no Terreiro do Paço, em Lisboa, ou no Coliseu do Porto, tendo também passado por Espanha e Macau.
Por vários motivos - uns membros tinham outras opções de vida, e também devido a algum cansaço depois de intensas digressões - os Ban dão por encerradas as suas actividades.
Em 1994 fazem uma digressão final com Emília Santos no lugar de Ana Deus, como promoção da colectânea Num Filme Sempre Pop, que reune temas da trilogia atrás referida.
Foram, em 2007, caricaturados pelos Gato Fedorento, no programa Diz que é uma Espécie de Magazine.
O grupo regressou em 2010 com um novo disco de nome Dansity , um cd surpreendente e de grande criatividade, desta vez em inglês, com uma nova voz feminina, Mariana Matos, e temas que se destacaram, como Mod Girls, Funk It ou Cool and Cruel. Dos dois primeiros são também produzidos remixes por Peter G e pelos JohnWaynes.
Em 2011, é editado através do jornal "Correio da Manhã" um livro com a história do grupo, da autoria do jornalista Pedro Rios, e um CD com alguns dos temas mais representativos da carreira dos Ban, já que foram considerados pelos críticos musicais dessa publicação uma das ‘Bandas Míticas’ nacionais.
Foram, aliás, também galardoados pela SPA como um dos 50 melhores grupos de sempre em Portugal, e Mundo de Aventuras foi considerado pela revista Blitz um dos 30 melhores álbuns de sempre de artistas portuenses.
Dos seus elementos nascem outros projectos musicais importantes para a Música Moderna Portuguesa, como os Zero, DR Sax ou Três Tristes Tigres.

## Discografia

### Álbuns
- Surrealizar (LP, EMI, 1988)
- Música Concreta (LP, EMI, 1989)
- Mundo de Aventuras (LP, EMI, 1991)
- Dansity (LP, Man-u-Factor, 2010)

### 7"/12"
- Identidade/Virgens-Impulsos (Single, EMI, 1983)
- Alma Dorida (Mini-LP, EMI, 1984)
- Santa (Máxi, EMI, 1986)
- Irreal Social (Remix) (Máxi, EMI, 1988)
- Encontro com Mr. Hyde/Era Uma Vez (Single, EMI, 1988)
- Mundo de Aventuras (Remix) (Máxi, EMI, 1991)

### Compilações
- Documento 83-86 (Compilação, EMI, 1992)
- Num Filme Sempre Pop - O Melhor dos Ban (Compilação, EMI, 1994)